# The Truth About Love (film)
The Truth About Love è un film del 2004 diretto da John Hay, con protagonista Jennifer Love Hewitt.

## Trama
A Bristol, Alice Holbrook, una donna inglese felicemente sposata con un avvocato in carriera, per una scommessa con la sorella Felicity, spedisce un'anonima cartolina di san Valentino al marito per vedere se la nasconde. Quando avviene questo, accadono una serie di eventi e rivelazioni in cui Sam è coinvolto: tradisce la moglie, andando a letto con la moglie stessa travestita e irriconoscibile, anche perché lui si ritrova bendato; inoltre Alice scopre che Sam porta avanti da tempo pure un'altra relazione. Arriva così il momento in cui lei conosce la verità sull'amore...